# لیستریا
لیستریا(Listeria) نام یک سرده از باکتری‌ها است که در پستانداران ایجاد عفونت کرده و به عنوان نوعی انگل درون سلولی شناخته می‌شوند. تا سال ۱۹۹۲ ده گونه از این باکتری‌ها شناسایی شده بودند و هر یک از این گونه‌ها دارای دو زیرگونه بودند. در سال ۲۰۲۰ مجموعاً ۲۱ گونه از این سرده باکتریایی شناسایی شده‌اند. این باکتری‌ها برای اولین بار در سال ۱۹۴۰ معرفی شده و به افتخار دانشمند و جراح مشهور، جوزف لیستر به نام لیستریا نام گذاری شده‌اند. این باکتری‌ها گرم مثبت، میله ای شکل، بی‌هوازی اختیاری و فاقد توانایی ایجاد اندوسپور یا هاگ هستند. در این گروه باکتریایی، گونهٔ بیماری‌زا برای انسان باکتری لیستریا مونوسیتوژنز است که در صورت بلعیده شدن توسط انسان و معمولاً به سبب خوردن غذاهای آلوده ایجاد می‌شود که این عفونت لیستریوسیس نامیده می‌شود. بعد از بلعیدن باکتری، لیستریا از طریق دستگاه گوارش حرکت کرده و در نهایت به جریان خون وارد و منتشر می‌شود.

## بیماریزایی
لیستریا منوسیتوژنز عامل بیماری لیستریوز است که از بیماری‌های مشترک انسان و حیوان می‌باشد. در بزرگسالان غیر باردار، مننژیت اولیه، انسفالیت، یا سپتی سمی ایجاد می‌کند. بیماران مسن تر یا افرادی که مستعد هستند و ایمنی سلولی آن‌ها پایین است، مانند گیرندگان پیوند اعضاء، مبتلایان به لنفوم و ایدز افرادی هستند که مشخصاً مستعد بیماری هستند. تمایل لیستریا مونوسیتوژنز به سیستم عصبی مرکزی منجر به بیماری حاد می‌شود که معمولاً میزان کشندگی آن بالاست بنحوی که در موارد اپیدمیک عفونت مواد غذایی میزان مرگ و میر ۴۰–۳۰ درصد و در افراد مستعد تا ۷۵ درصد هم گزارش شده است [۱]. و در بین افرادی که از بیماری بهبود یافته‌اند، علایم نورولوژیک باقی می‌گذارد. بارداری خطر ابتلا به لیستریوز را افزایش می‌دهد. لیستریا مونوسیتوژنز در زنان باردار معمولاً باعث بیماری باکتریمی مشابه آنفلوآنزا می‌شود که اگر درمان نشود، می‌تواند به التهاب جفت یا پرده آمنیوتیک و عفونت جنین و در نهایت سقط، به دنیا آمدن نوزاد مرده یا تولد زودهنگام منجر شود، چرا که این باکتری قادر به عبور از جفت است [۱۷]. در عفونت لیستریوزیس در زنان باردار معمولاً هیچ علامت مشخصی وجود ندارد یا فقط سابقه‌ای از بیماری شبه آنفلوآنزا و خود محدود شونده در مدت سه‌ماهه آخر بارداری وجود دارد. اما علایمی همچون تیره شدن مایع آمنیوتیک، دردکمر، تب و لرز، زایمان زودرس و التهاب کلیه و لگن می‌تواند از نشانه‌های لیستریازیس باشد. بیش از ۹۵ درصد موراد جدا شده از موراد تک گیر و همه گیر لیستریوز انسانی به سروتیپ‌های 1.2a،1.2b،1.2c و 4b اختصاص دارد [۳، ۴، ۶، ۱۳].

## انتقال بیماری
مهم‌ترین روش انتقال این باکتری از راه مواد غذایی می‌باشد [۸]. از سال ۱۹۸۰ موارد زیادی از درگیری با این باکتری به صورت همه‌گیر یا موارد تک گیر بر اثر مصرف غذای آلوده گزارش شده است [۸، ۱۴، ۱۵، ۹، ۱۰، ۱۸]. از آنجاییکه این باکتری در همه جا یافت می‌شود، باید با کنترل بیشتر چرخه تولید و توزیع مواد غذایی تلاش خود را برای پیشگیری از این عفونت افزایش دهیم. پتانسیل بالای خطر آلودگی محصولات گوشتی و شیر خام و پاستوریزه و فراورده‌های شیر با این باکتری در مطالعات بسیاری از کشورهای مختلف نشان داده شده است [۸]. وضعیت واقعی لیستریا مونوسیتوژنز در ایران ناشناخته است و اطلاعات کمی از حضور لیستریا مونوسیتوژنز در فراورده‌های غذایی که در ایران مصرف می‌شود در دسترس است. عادت‌های غذا خوردن ایرانیان نیز با الگوی کشورهای غربی متفاوت است. بجز برخی از غذاهای غربی غذاهای مصرفی در ایران به صورت محلی تولید می‌شود و به شکل غذاهای سنتی این کشور مصرف می‌شود.